# Hendrik J. Vandewyer
Hendrik Vandewyer (Budingen, 16 november 1883 - Heverlee, 4 december 1968), ook Hendrik van de Wijer, was een Belgisch hoogleraar, specialist in de naamkunde en toponymie.

## Levensloop
Zoon van de landbouwers Hendrik Vandewyer en Melania Beckers, trouwde hij met Adelaïde Timmermans (1887-1970), met wie hij drie zoons had.
Na middelbare studies aan het Onze-Lieve-Vrouwcollege in Tienen, studeerde hij Germaanse filologie in Leuven (1901-1905). Hij vervolgde van 1905 tot 1908 met studies aan de universiteiten van Oxford, Cambridge, Londen en Berlijn. Hij werd leraar aan het Koninklijk Atheneum in Brugge (1906-1918) en vervolgens docent (1918) en hoogleraar (1920-1954) aan de Katholieke Universiteit Leuven.
Naast zijn activiteiten als docent en hoogleraar, en zijn wetenschappelijk onderzoek op het gebied van de toponymie, ontplooide hij een aanzienlijke activiteit:
- stichter van het Instituut voor Vlaamse Toponymie (1923);
- stichter van de Vlaamse Toponymische Vereniging (1925);
- lid van de Koninklijke Commissie voor Toponymie en Dialectologie (1926);
- lid van de Koninklijke Academie voor Taal- en Letterkunde (bestuurder in 1944);
- secretaris-generaal van het International Committee of Onomastic Sciences;
- stichter van het International Centre of Onomastics Leuven (1949).

Vandewyer organiseerde het wetenschappelijk onderzoek van de plaatsnamen in Vlaanderen. Volgens zijn voorstellen werden de gemeentenamen aan een nieuwe spelling aangepast, die geofficialiseerd werd in de brochure De Vlaamsche gemeentenamen in moderne spelling (1929). Ondanks kritiek, voornamelijk van Franstalige zijde, werd in 1937 de officiële schrijfwijze opgelegd aan alle openbare diensten.
Hij publiceerde heel wat toponymische studies, alsook het tijdschrift Naamkunde. Vanaf 1950 gaf hij Onoma uit, het tijdschrift van het International Committee of Onomastic Sciences.

## Vlaamse Beweging
Vandewyer leverde een opgemerkte bijdrage tot de Vlaamse ontvoogdingsstrijd.
- Tijdens zijn verblijf in Assebroek stichtte hij een plaatselijke afdeling van het Algemeen Nederlands Verbond.
- In Kortenberg, waar hij woonde van 1918 tot 1928, stichtte hij de Kristelijke Volksbond.
- In 1923 staat hij mee aan de wieg van de Vlaamse Club voor Kunsten, Wetenschappen en Letteren te Brussel.
- Hij werd voorzitter van de Katholieke Vlaamsche Landsbond.
- In Leuven stond hij aan de leiding van de Vliebergh-Dosfelvereniging, de Vlaamsche Club en de Kristene Volkspartij.
- In 1934 stichtte hij met enkele vrienden het tijdschrift Nieuw Vlaanderen, dat pleitte voor een federaal België.
- In 1936 werd hij voorzitter van het Katholiek Vlaams Oud-Hoogstudentenverbond, waarvan Nieuw Vlaanderen de spreekbuis werd. De vereniging zette zich in voor 'concentratie' van Vlaamse verenigingen en organiseerde een congres hierover. De nagestreefde rechtse politieke frontvorming mondde uit op een beginselakkoord tussen de katholieke partij en het VNV, maar mislukte niettemin. Vandewyer noemde dit later een lange reis in het land van Utopia.

Hij bleef zijn vereniging en zijn tijdschrift tijdens de Tweede Wereldoorlog op het culturele vlak en buiten de collaboratie houden.

## Eerbetoon
- Vandewyer werd eredoctor aan de Universiteit van Salamanca.
- Hij was lid van de Maatschappij voor Nederlandse Letterkunde in Leiden.
- Hij was vicevoorzitter van de English Place-Name Society in Londen.
- Erelid van de American Name Society in New York.

In 1967 werd hij opgenomen in de erfelijke Belgische adel, met de persoonlijke titel van ridder.

## Publicaties
- Henry DRAEYE, H. J. Van de Wijer, biographie - bibliographie, in: Feestbundel H. J. Van de Wijer, den jubilaris aangeboden ter gelegenheid van zijn vijfentwintigjarig hoogleraarschap aan de Katholieke Universiteit Leuven, Leuven, 1944.
- Bio-Bibliografie van H. J. Van de Weijer, in: Jaarboek van de Koninklijke Academie voor Taal- en Letterkunde, 1958 & 1960.